# Elysian
Elysian is een plaats (city) in de Amerikaanse staat Minnesota, en valt bestuurlijk gezien onder Le Sueur County en Waseca County.

## Demografie
Bij de volkstelling in 2000 werd het aantal inwoners vastgesteld op 486.
In 2006 is het aantal inwoners door het United States Census Bureau geschat op 595, een stijging van 109 (22,4%).

## Geografie
Volgens het United States Census Bureau beslaat de plaats een oppervlakte van
2,3 km², geheel bestaande uit land. Elysian ligt op ongeveer 310 m boven zeeniveau.

## Plaatsen in de nabije omgeving
De onderstaande figuur toont nabijgelegen plaatsen in een straal van 20 km rond Elysian.